# Cátia Maia
Cátia Maia (ur. 19 sierpnia 1973) – brazylijska judoczka.
Uczestniczka mistrzostw świata w 1997. Startowała w Pucharze Świata w 1997, 1998, 2000, 2002 i 2004. Triumfatorka igrzysk Ameryki Południowej w 2002. Wicemistrzyni panamerykańska w 1999 i trzecia w 2002 roku. Zdobyła trzy medale mistrzostw Ameryki Południowej.